# Дюплекс, Жозеф-Франсуа
Жозе́ф Франсуа́ Дюпле́кс (фр. Joseph-François Dupleix; 1 января 1697 года, Ландресье — 10 ноября 1763 года, Париж) — маркиз, граф де Ла Ферьер, французский колониальный администратор и генерал-губернатор в Индии. Сын Франсуа Дюплекса, директора французской Ост-Индской компании. С 1720 года генеральный консул в Пондишери. В 1732 году назначен супериндендатом французской фактории в Чандернагоре, а с 1742 года генерал-губернатор всех французских владений в Индии. Осуществляя планы создания французской колониальной империи в Индии, вмешался в борьбу за престолы в Карнатике и Хайдарабаде и, поддерживая французских ставленников в противовес английским, способствовал утверждению французского влияния в Южной Индии.
Во время войны за Австрийское наследство Франция предложила нейтральный статус Индии, но это предложение было отвергнуто англичанами. В 1746 году Дюплекс захватил Мадрас — центр английской Ост-Индской компании в Индии, но не смог взять близлежащий форт Сент-Давид. Затем проводил политику вытеснения англичан из Индии, но недостаток средств и отсутствие достаточной поддержки со стороны французского правительства привели к крушению планов и в результате действий отряда Роберта Клайва все французские силы были разбиты. В 1754 году Дюплекс был отозван в Париж, где умер в нужде и безвестности.

## Биография
В 18-летнем возрасте молодой Дюплекс бежал из дома и поступил на флот юнгой, совершив несколько рейсов в Северную Америку. Посланный в 1720 году в Пондишери в качестве военного комиссара, он обосновался в Индии. Одарённый исключительными способностями и энергией, он вскоре основал торговую компанию, построившую 15 кораблей и зафрахтовавшую ещё 72. Его корабли плавали по морям Юго-восточной Азии от Персидского залива до Филиппинских островов, подрывая морскую торговлю Великобритании. Построил на восточном берегу Индии несколько городов и укрепленных пунктов.
В 1742 году Дюплекс был назначен губернатором Индостана.

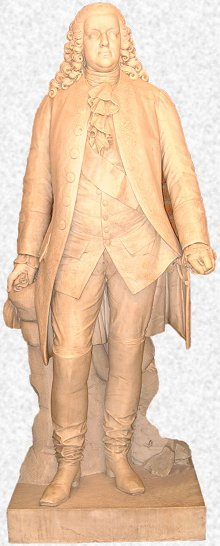

В разразившейся войне за Австрийское наследство, Великобритания, вопреки желанию Франции не развязывать войны в Индии, отправила в индийские воды эскадру под командованием Пейтона. Британцы стали планомерно готовиться к нападению на столицу Французских владений. Дюплекс благодаря своей инициативе и вопреки воле парижского правительства укрепил на собственные средства Пондишери, что позволило не только отбить нападение англичан, но и перейти в контр-наступление. 6 июля 1746 года французские войска под командой губернатора Иль-де-Франса и Бурбоннэ Ла Бурдонне победили британский флот в сражении у Негопотама и заняли Мадрас. Вслед за этим из-за конфликта между двумя амбициозными губернаторами, не желающими подчиняться друг другу Ла Бурдонне был обвинен Дюплексом в измене и отозван в Париж. Его вина заключалась в том, что при подписании капитуляции Мадраса Ла Бурдонне оставил британцам право выкупить город за 2 миллиона долларов.
Оставшись с небольшим отрядом французских войск в Мадрасе, Дюплекс был вынужден отразить нападение союзных британцам Великих Моголов и безуспешно осадил крепость Сент-Давид.
Летом 1748 года на театре военных действий появляется новая британская эскадра под командованием адмирала Боскауэна. Одновременно французская колония подверглась нападению местных индусских племен. Заперевшись в Пондишери Дюплекс был вынужден выдержать 2-х месячную осаду. Французы с огромным мужеством защищали крепость и англичане, после ряда неудачных попыток и больших потерь были вынуждены снять осаду. Не зная об этом, французское правительство осенью 1748 года заключила Аахенский мир, согласно которому Мадрас возвращался Великобритании.
Заключение мира стало серьёзным ударом как для самого Дюплекса, так и для престижа Франции в Индии. Дальновидная политика Дюплекса, сумевшего привлечь на свою сторону местных князей, недовольных британской политикой в Индии не нашла поддержки у парижских властей. Однако Дюплекс не переставал проводить собственную политику и за дальнейшее своё пребывании в Индии сумел расширить французские владения за счет ликвидации независимости местных набобов и махараджей. К 1752 году Дюплекс увеличил число подданных Франции на 40 млн человек.
Однако у Дюплекса не хватало финансов для дальнейших широких замыслов своей политики. Незначительное поражение с Мизорским султаном, тайно поддерживаемым британцами было использовано врагами Дюплекса, обвинившими его в честолюбивом стремлении создания независимой Индийской Империи. К тому же постоянное требование подкрепления людьми и средствами нервировало близоруких министров Людовика XV, считавших Дюплекса самым беспокойным губернатором. И когда в 1754 году Лондонский кабинет поставил условием сохранения мира отзыв из Индии Дюплекса, последнего после 30-летней службы отозвали.
Вернувшись во Францию Дюплекс попытался вернуть у Французского правительства деньги потраченые на военные издержки по укреплению колонии во время его службы в Индии, однако ему было отказано.
В 1763 году Дюплекс умер бедняком, — дожив до момента, когда Франция потеряла большинство своих владений в Индии.

## Награды
- Орден Святого Михаила (1757 год)
- Орден Святого Людовика (1749 год)